# Kovilje
Kovilje (en serbe cyrillique : Ковиље) est un village de Serbie situé dans la municipalité d’Ivanjica, district de Moravica. Au recensement de 2011, il comptait 22 habitants.
Le village de Kovilje est célèbre pour son monastère qui, situé sur une hauteur dominant la rivière Nošnica, a été construit au XIIe ou au XIIIe siècle.

## Démographie
| 1948 | 1953 | 1961 | 1971 | 1981 | 1991 | 2002 | 2011 |
| ---- | ---- | ---- | ---- | ---- | ---- | ---- | ---- |
| 3    | 18   | 45   | 40   | 38   | 34   | 15   | 22   |

|  |